# Волзько-камська культура
Волзько-камська культура, Камська культура, Хутірська культура — археологічна культура новокам'яної доби у Середньому Надволжі й Надкам'ї, а саме у Пермському краї, Кіровській області, Удмуртії, Татарстані, Башкортостані, Мордовії. Датується 5-4 тисячоріччям до н. е..
Археологічні розкопки свідчать про мисливсько-рибальський тип господарської діяльності населення культури.

## Дослідження
Перші пам'ятки культури були відкриті в 1920-х роках. Культура виділена в 1950-х роках Отто Бадером. Найменована за зосередженню пам'яток у Волго-Камському межиріччі.

## Поселення
Поселення культури розташовуються у заплавах великих річок, де займають піщані останці й мисоподібні ділянки борових терас.
Характерні житла у вигляді прямокутних напівземлянок з шатровим, або двосхилим перекриттям.

## Гончарство
Орнаментовані гребінчастим штампом. Глиняний посуд містять домішку піску й шамоту. Має банкову форму зі слабозакритим горлом й загостреним дном, а на пізньому етапі культури — сплощеним дном. Посуд орнаментовано відбитками тонкозубчастого штампу, рідше наколами й прочерками. Поява накольчатого орнаменту пов'язано з впливом ранньо-новокам'яних племен лісостепового Надволжя.

## Крем'яні знаряддя
Різноманітні кам'яні знаряддя праці, що виготовлялися на сколах й пластинах. На пізніх етапах культури кількість ножеподібних пластин скорочується. Характерні знаряддя: листоподібні наконечники стріл, ножі-різьбярі, скребки з прямим, округлим й скошеним лезом, великі долота і тесла.

## Господарство
Основними заняттями були рибальство, полювання й збірництво.

## Етнічна належність
Дослідники Отто Бадер й А. Х. Халіков пов'язують племена Волго-камської культури зі стародавніми угро-фінами.

## Походження
Сформувалася на основі місцевого мезоліту під впливом ранньої новокам'яної культури лісостепу. Виділяються 3 етапи волзько-камської культури: ранній, розвинений і пізній. На розвиненому етапі оформляються локальні варіанти:
- Верхньокамського,
- Іксько-Бєльський,
- Нижньокамсько-Середньоволзький,
- по річці Чусова на річку Кама мігрують групи населення з Зауралля з характерною для них талькова керамікою.

На пізньому етапі помітний вплив лісостепової самарської культури раннього енеоліту, проникнення на Середнє Надволжя носіїв балахнинської культури.
В 3500-3000 роках волзько-камські племена були витіснені з Надмокшання носіями балахнінської культури. Частина витісненого волзько-камців пересувається у Надкам'я, інша — пересувається у Східного Посур'я.
На початку 3-го тисячоріччя верхньосурська група волзько-камців, ймовірно, була асимільована ранніми волосівськими племенами. Волзько-камська культура стала одним зі складових у новоіллінської, гаринської й волосівської культур.

## Культура у Мордовії
Пам'ятки Волзько-камської культури на території Мордовії — Волгапінське, Імеркське поселення тощо.

## Культура у Пензенській області
У Пензенській області культура представлена сурсько-мокшанським варіантом з відомими стоянками: Озіменки (Наровчатський район), Єрня (околиці Пензи), Безсоновка-1,-3, Підлісне-3,-4, Грабово-3 (усі у Безсоновському районі), Нижня Липівка (Сосновоборський район).